# Uli Blumenthal
Ulrich „Uli“ Blumenthal (* in Ost-Berlin) war Redaktionsleiter der Sendung „Forschung aktuell“ beim Deutschlandfunk in Köln und war bis zum 28. April 2021 einer deren Moderatoren.

## Leben
Nach dem Studium der Politischen Ökonomie in Berlin war er Redakteur beim „Verlag Die Wirtschaft“ und war in der Presse- und Öffentlichkeitsarbeit der Berliner gemeinnützigen Bildungseinrichtung URANIA und Redakteur des DDR-Radios DS Kultur in Berlin, das 1993 seinen Betrieb einstellte.